# إينا (شركة)
إينا لصناعة النفط (بالإنجليزية: INA-Industrija nafte) هي شركة نفط كرواتية متعددة الجنسيات. تلعب مجموعة إينا دورًا رائدًا في أعمال النفط في كرواتيا ولها مكانة إقليمية قوية في مجال استكشاف وإنتاج النفط والغاز، ومعالجة النفط، وأنشطة توزيع المنتجات النفطية. إينا هي شركة أسهم تضم مجموعة مول المجرية والحكومة الكرواتية كأكبر مساهميها، في حين أن أقلية من الأسهم مملوكة لمستثمرين من القطاع الخاص والمؤسسات. تم إدراج أسهم شركة اينا في بورصتي لندن وزغرب منذ 1 ديسمبر 2006. تتكون مجموعة اينا من عدة شركات تابعة مملوكة بالكامل أو جزئيًا لشركة اينا. يوجد مقر المجموعة في زغرب.

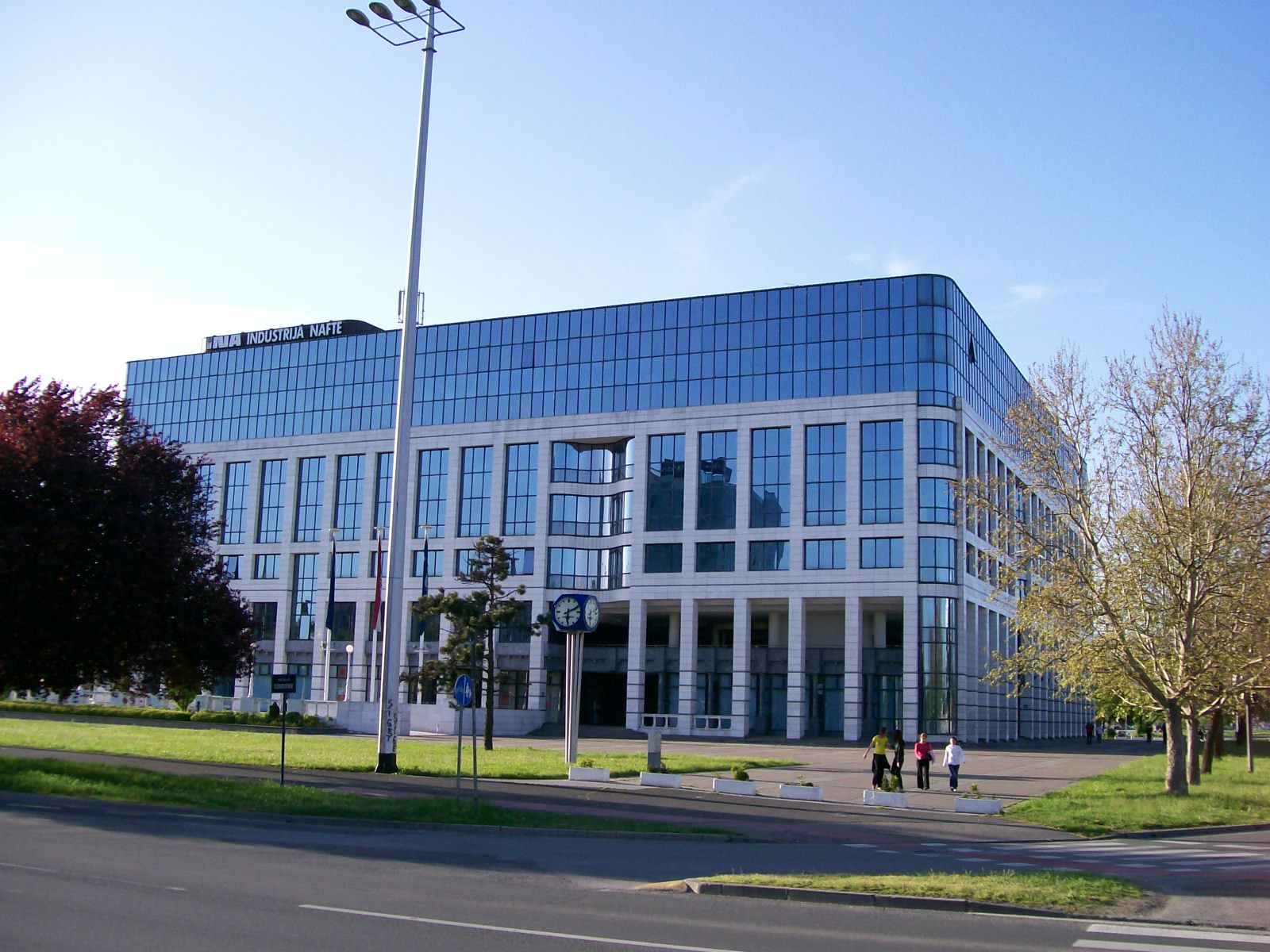
مقر اينا في زغرب.